# Tramwaje w Tulsie
Tramwaje w Tulsie − zlikwidowany system komunikacji tramwajowej w Tulsie, w stanie Oklahoma, w Stanach Zjednoczonych, działający w latach 1907−1936.

## Historia
Budowę sieci tramwajowej w Tulsie rozpoczęto w 1905. Oficjalne otwarcie systemu nastąpiło 27 maja 1907. Początkowo na linii kursowały tramwaje wypożyczone z Muskogee, powodem takiej sytuacji było dostarczenie zamówionych wagonów z opóźnieniem. Eksploatacje sieci nie była opłacalna. W Tulsie zaczynały się dwie linie podmiejskie do Sand Springs oraz do Sapulpy. Operatorem miejskich tramwajów była spółka Tulsa Street Railway. Linię z Tulsy do Sapulpy otwarto 22 grudnia 1909. Operatorem tej linii była spółka Tulsa-Sapulpa Union Railway. Ruch pasażerski na tej linii zlikwidowano w 1933 ale ruch towarowy prowadzony był do 1960. 6 lutego 1936 zlikwidowano miejskie tramwaje w Tulsie. Szerokość toru na wszystkich liniach wynosiła 1435 mm.